# Sally Njie (Bibliothekarin)
Sally P. C. Njie, auch Sally N’Jie, Sally N’jie und Aunty Sally N’jie (* 1932 in Bathurst, Britisch-Gambia; † 25. August 2020) war eine gambische Bibliothekarin und Autorin.

## Leben
Njie besuchte die Methodist Girls' High School (heute Gambia Senior Secondary School) in Banjul. Nach ihrer Schulausbildung arbeitete sie für die gambische Post und den British Council. 1957 absolvierte sie ein einjähriges Praktikum beim erst kurz zuvor (1949) gebildeten Ghana Library Board, der ersten Nationalbibliothek in Subsahara-Afrika. Im Anschluss bildete sie sich in Großbritannien im Bibliothekarswesen weiter und arbeitete dann in Gambia in einer Gemeindebücherei (Council Library).
Als der British Council 1963 seine Arbeit in Gambia einstellte und die Bibliothek schloss, übergab er 5000 Bücher an die gambische Regierung. Njie wurde beauftragt, auf dieser Basis eine gambische Nationalbibliothek aufzubauen. Die zur Verfügung stehenden Ressourcen dafür waren sehr begrenzt. Anfang der 1970er Jahre verfügte die Bibliothek über 4500 Bände und hatte 3600 Verleihungen. Darüber hinaus startete sie Programme zur Leseförderung, unter anderem eine Fahrbibliothek für Schulen.
Njie verfasste eine jährliche Bibliografie aller Werke, die in Gambia erschienen (Bibliography of The Gambia). 1978 erstellte und veröffentlichte sie das erste gambische Who's Who des Landes. Darüber hinaus veröffentlichte sie die von 1965 bis 1975 gehaltenen Reden von Dawda Jawara. Diese unter dem Namen „Gambiana“ gesammelten Schriften gelten bis heute besonders für Wissenschaftler als besonders nützlich für das Studium des Landes.
Des Weiteren bildete sie Bibliothekare, vor allem aber Bibliothekarinnen, aus und begann ab den 1970er Jahren auch Grundschullehrer für Bibliothek auszubilden. Außerdem vergab sie lokale ISSN- und ISBN-Nummern und förderte damit das lokale Verlagswesen. Ebenso baute Njie Filialen der Nationalbibliothek in Basse und Bansang auf.
Njie war lange Zeit Mitglied aller relevanten Bibliotheksverbände im Commonwealth sowie des Ausschusses für afrikanische Bibliographie (Committee on Bibliography in Africa).

## Publikationen
- Sir Dawda speaks, Banjul, 1977.
- A study tour of Ghana, Nigeria and Sierra Leone, 1977
- Who's who in The Gambia, Banjul, 1978.